# Thilachium paradoxum
Thilachium paradoxum är en kaprisväxtart som beskrevs av Ernest Friedrich Gilg. Thilachium paradoxum ingår i släktet Thilachium och familjen kaprisväxter. Inga underarter finns listade i Catalogue of Life.